# Świnicki Przechód

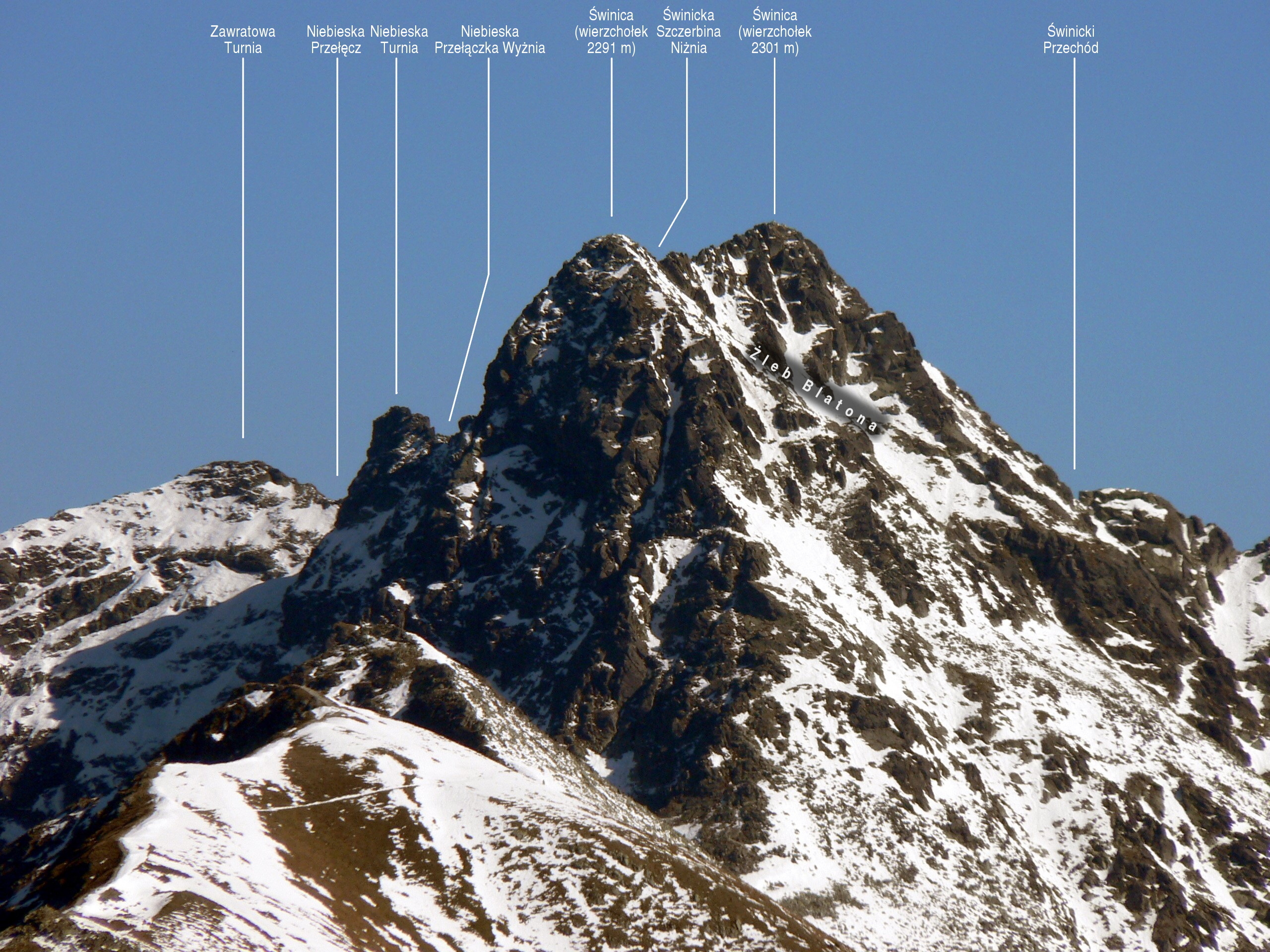

Świnicki Przechód (2211 m) – wcięcie w północnej grani Świnicy w Tatrach Wysokich. Znajduje się w grani głównej Tatr Wysokich pomiędzy głównym wierzchołkiem Świnicy (2301 m) a Walentkową Przełęczą (2100 m), dużo bliżej szczytu Świnicy. Jest to wcięcie w skałach, w zachodnim kierunku opadające do Żlebu Blatona. Przez Świnicki Przechód biegnie granica polsko-słowacka. Nieco powyżej Świnickiego Przechodu prowadzi główny graniowy szlak turystyczny Tatr (odcinek z Kasprowego Wierchu do Zawratu).